# Ямб
Ямб (др.-греч. ἴαμβος, предположительно от ἰαμβύκη, названия музыкального инструмента) — двусложный метр с сильным вторым слогом.
В античной метрике ямбическая стопа — простая стопа, двусложная, трехморная, короткий слог + долгий слог (U—).

## Термин
Точная этимология термина неизвестна. Поскольку ямбические песнопения были неотъемлемой частью праздников плодородия в честь Деметры, термин связывали с именем Ямбы, служанки элевсинского царя Келея. Согласно мифу, Ямба развеселила безутешную Деметру, которая повсюду искала дочь Персефону, непристойными стихотворениями. Не исключено, что само имя Ямба — отзвук древнего слова с обсценным значением. Некоторые исследователи обратили внимание на слово ἴαμβύκη — музыкальный инструмент (то же, что «самбука», или «самбика»), в сопровождении которого (согласно очень позднему свидетельству Фотия) исполнялись ямбические песни, и высказали предположение, что слово ἴαμβος происходит от названия этого музыкального инструмента.

## Античное метрическое стихосложение
В античной поэзии наиболее распространённые виды ямбов — сенарий и триметр. Сенарий состоит из шести ямбических стоп. Триметр также состоит из шести ямбических стоп, сгруппированных попарно (такие сдвоенные ямбические стопы именовались диподиями). В античных ямбах два лёгких слога могли подменяться одним тяжёлым и, наоборот, тяжёлый слог мог подменяться двумя лёгкими. Из этой предпосылки в реальной практике рождалось невероятное разнообразие ямбической поэзии. Ямбические стихи более всех прочих походили на обычную речь и потому использовались (преимущественно) не в эпических жанрах, а в лирике и драме (в баснях, в трагедиях и комедиях).

### Примеры ямбов в античной поэзии
1) Ямбический акаталектический триметр:
U—́ ¦ U— | U—́ ¦ U— | U—́ ¦ U—
Ἐγὼ δὲ τῶν μὲν οὕνεκα ξυνήγαγον (Σόλων, 17, 1, 2)

Из це́лей, ради ко́их я наро́д собрал

volés sonare: tú pudica, tú proba (Horatius, Ep. XVII, 41)

на лжи́вой: "О скромна́, о целому́дренна

2) Ямбический акаталектический диметр:
U—́ ¦ U— | U—́ ¦ U—
in vérba iurabás mea (Horatius, Ep. XV, 4)

шепта́ла вслед слова́ мои

3) В некоторых случаях ямба метр может быть односложным, напр. в ямбическом сенаре:
U—́ | U—́ | U—́ | U—́ | U—́ | U—́
Fabúlla: númquid ílla, Páule, péierát? (Martialis, Ep. VI 12, 2)

что в ла́вке по́купа́ет). Ра́зве, Па́вел, вре́т?

## Силлабо-тоническое стихосложение
Силлабо-тонический ямб общепринят в нескольких литературных традициях, в том числе русской.
Основные размеры в русском стихосложении — четырёхстопный (лирика, эпос); пятистопный (лирика и драма XIX—XX вв.); шестистопный (поэма и драма XVIII в.); вольный разностопный (басня XVIII—XIX вв., комедия XIX в.).

### Примеры ямбов в русской поэзии
1) Четырёхстопный каталектический (так называемый гиперкаталектический, то есть имеющий лишние слоги):

Мой дя́дя са́мых че́стных пра́вил…

(А. С. Пушкин, «Евгений Онегин»)
2) Пятистопный:

Волчи́ца ты, тебя́ я презира́ю.
К любо́внику ухо́дишь от меня́.
К Птибурдуко́ву от меня́ ухо́дишь.

(Ильф и Петров, «Золотой телёнок»)
3) Ударный слог может заменяться псевдоударным (со вторичным ударением в слове); тогда ударные слоги разделяет не один, а три безударных. Пятистопный акаталектический:

Ты погрусти́, когда́ умрёт поэ́т,
Поку́да зво́н ближа́йшей и́з церкве́й
Не возвести́т, что э́тот ни́зкий све́т
Я променя́л на ни́зший ми́р черве́й.

(Шекспир; перев. С. Я. Маршак)